# Penyal d’Ifac

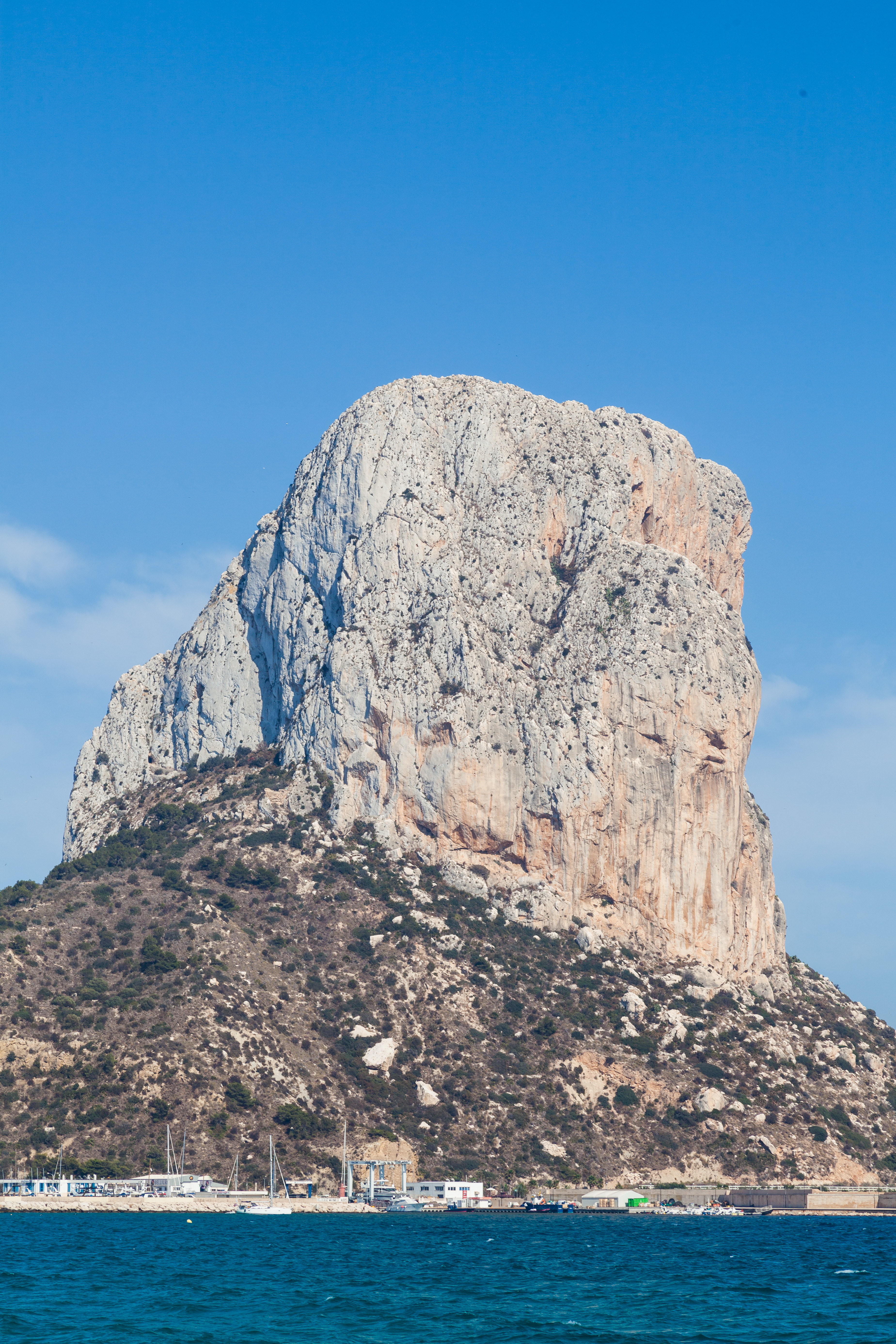
Sicht vom Strand

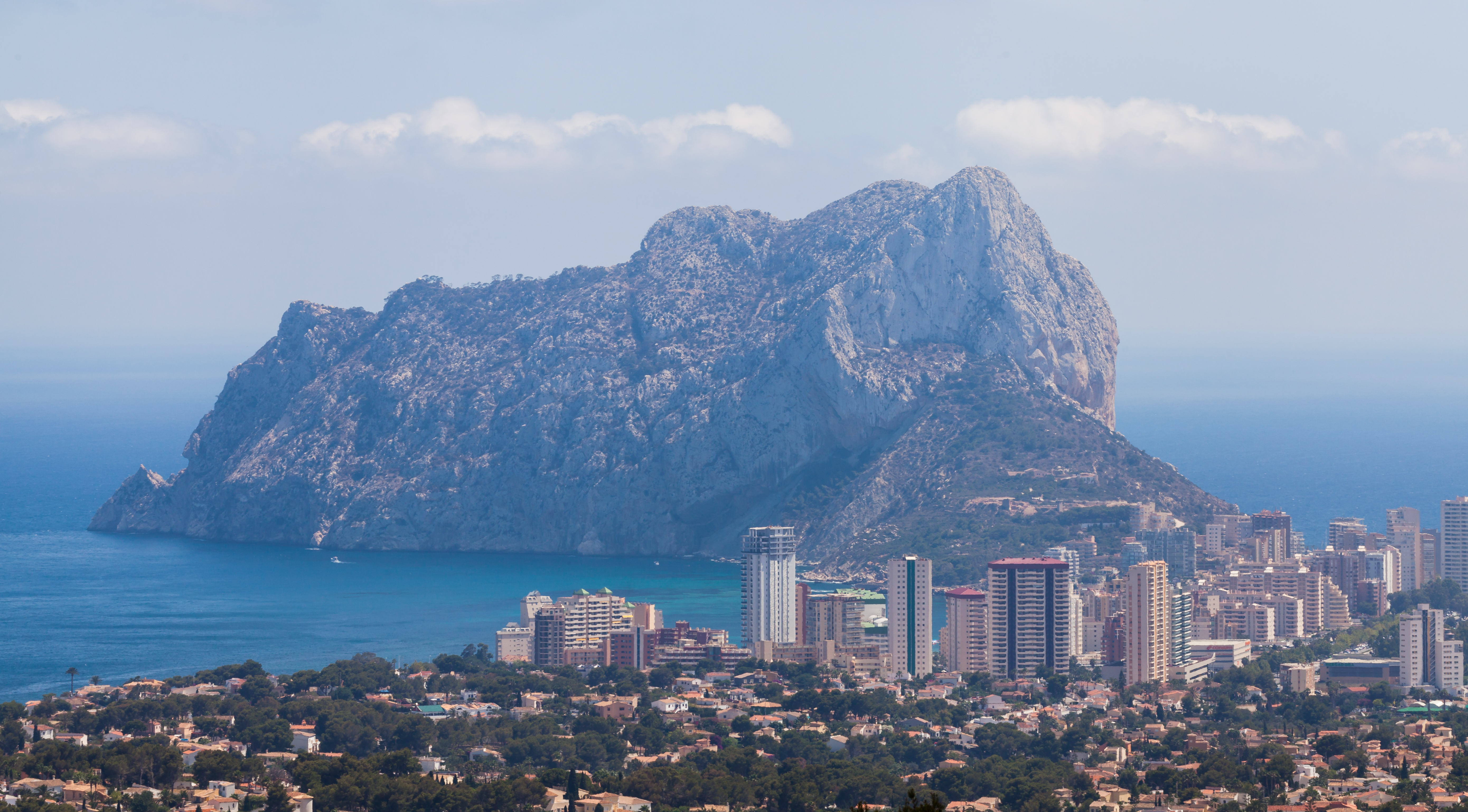
Sicht von den Bergen hinter der Stadt

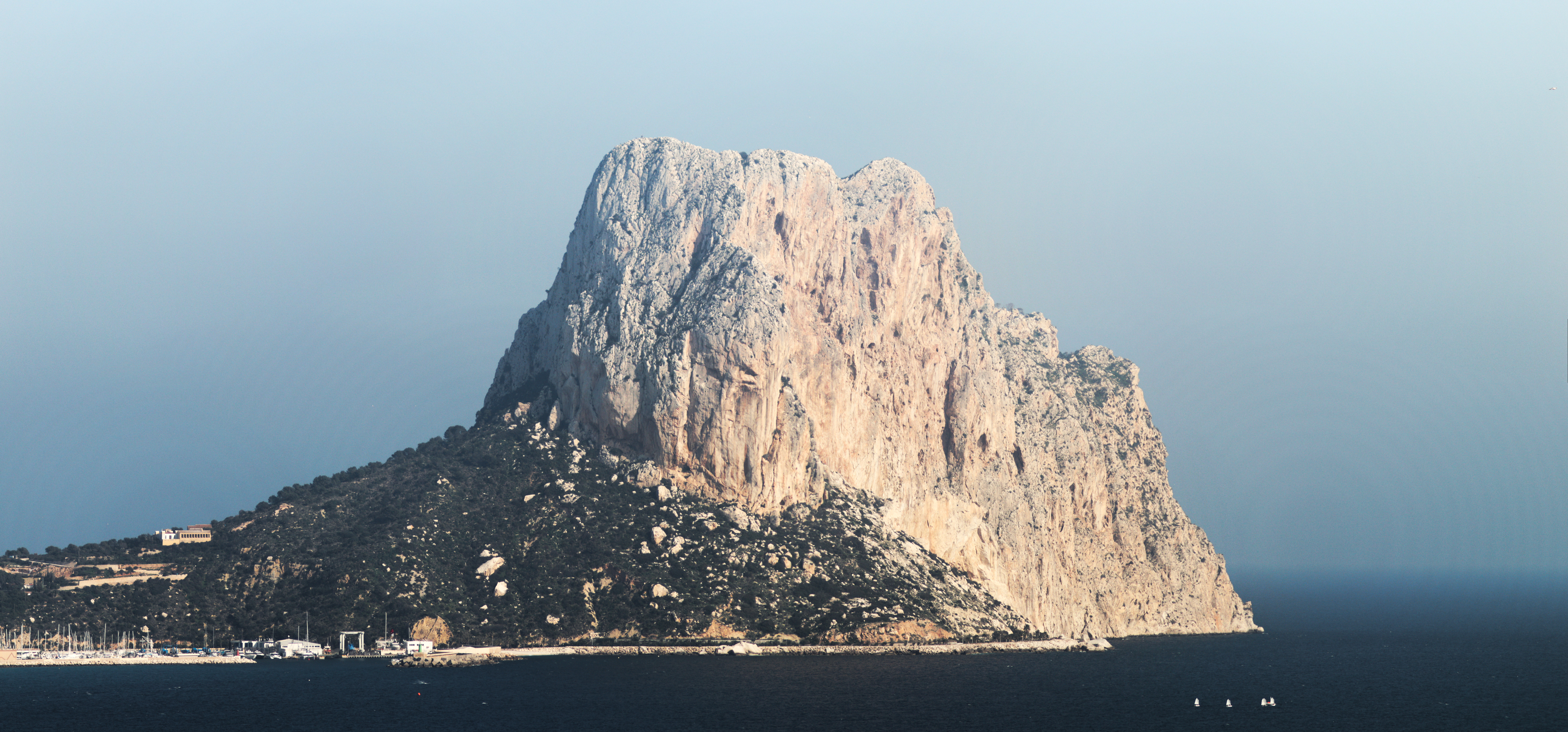
Sicht vom Toix

Der Penyal d’Ifac (valencianisch; span. Peñón de Ifach) ist ein Fels an der spanischen Mittelmeerküste bei der Stadt Calp, nördlich von Alicante.

## Geografie
Der Penyal d’Ifac erhebt sich 332 Meter hoch aus dem Meer, ist ca. einen Kilometer lang und deckt etwa 47 Hektar ab. Durch einen schmalen Isthmus ist er mit dem Festland verbunden.
Der Penyal d’Ifac besteht aus kalkhaltigem Gestein. Man geht davon aus, dass es sich um einen Überrest eines Erdrutsches in der Sierra de Oltà handelt. Im größeren geologischen Zusammenhang ist der Penyal d’Ifac Teil der Betischen Kordillere und steht damit in direkter Verbindung zu den Balearen.

## Geschichte
Als weithin sichtbare Landmarke diente der Penyal d’Ifac seit jeher als Orientierungspunkt für Reisende zu Wasser und zu Land. Es ist davon auszugehen, dass der Fels im Laufe der Geschichte nicht nur als Landmarke, sondern auch als Ausguck genutzt worden ist. Am Fuße des Fels siedelten die Iberer, die Phönizier, die Römer, die Byzantiner und weitere Völker und konnten so eine allfällige auf sie zukommende Gefahr durch feindliche Seefahrer (z. B. Piraten) frühzeitig erkennen.
Ab 1289 wurde am Nordhang des Penyal d'Ifac zur Sicherung der Küste eine von Mauern umgebene Siedlung (Pobla d'Ifac) errichtet. Allerdings wurde die Pobla d'Ifac schon 1359 im Krieg zwischen Kastilien und Aragón beim Angriff einer kastilisch-genuesischen Flotte unter Egidio Boccanegra durch Geschosse stark beschädigt und danach aufgegeben. Seit 2005 werden  vom Archäologischen Museum Alicante in jährlichen Grabungskampagnen die Reste dieser mittelalterlichen Siedlung  freigelegt. Es handelt sich um eine der bedeutendsten archäologischen Fundstätten der Provinz Alicante.
Spätestens seit der Neuzeit ist der Penyal d’Ifac auch ein touristischer Anziehungspunkt. Früher konnte der letzte Abschnitt zur Spitze nur über blanke Felswände erklommen werden. Anfang des 20. Jahrhunderts wurde ein etwa 30 Meter langer Tunnel gebaut, durch den man von der Nordseite auf die Nordostflanke des Penyal gelangt und von dort über Pfade weiter bis zum Gipfel.

### Besitzer
Über die Jahre hinweg wechselten die Besitzer des Penyal d’Ifac. Im 19. Jahrhundert gehörte er zunächst der Gemeinde von Calp, dann einem Einwohner von Valencia und schließlich einem Herrn Gregorio González Ausina aus Altea. Im Jahre 1915 wurde der Fels von Vicente París Morla aus Gandia für 5000 Reales gekauft. Dieser Besitzer baute an den Hängen auch ein Haus (París) und ein Herrenhaus und legte in ungefähr 180 Meter Höhe den Tunnel an, der zum Südwesten hindurch führte. Im Jahr 1951 kaufte ihn José Más Capó von París’ Erben und war bis 1987 der letzte Eigentümer, bevor der Fels in den Besitz der autonomen Region Valencia überging, die ihn dann zum Naturschutzgebiet erklärte. Seitdem wurde das, was einmal das Haus París war, in einen Naturraum umgewandelt, und im ehemaligen Herrenhaus wurden Laboratorien und Ausstellungsräume eingerichtet.